# CTCダイナミックナイター
『CTCダイナミックナイター』（CTC Dynamic Night Games - シーティーシーダイナミックナイター）は、千葉テレビ放送で放送されていたプロ野球中継番組の呼称。

## 概要
千葉テレビ放送では、1971年5月1日の開局とともに、同日の東京球場のロッテオリオンズ（現・千葉ロッテマリーンズ）対東映フライヤーズ戦を皮切りに、東京球場で開催されるロッテ主催試合の完全中継を開始した。
CTC開局当初はロッテオリオンズの東京球場での主管試合を自社製作したが、同球場から撤退した1973年からは自社制作は千葉県野球場で開催のオープン戦のみとなり、それ以外はロッテオリオンズの千葉移転する直前の1991年までの19年間は、主にサンテレビからのネット供給による阪神タイガース戦（阪神甲子園球場などの主管試合のほか、広島東洋カープ主管の阪神戦も）を中心に、テレビ神奈川 (TVK) 発の大洋→横浜大洋ホエールズ（開局当初は川崎球場、1978年に本拠地を横浜スタジアムへ移転）、ヤクルトスワローズ（神宮球場）と、1978年に川崎球場に本拠地を移したロッテオリオンズの主管試合（一部テレビ埼玉製作のロッテ主管試合中継あり）などを放送してきた。さらに1976年より、日本テレビ（NTV）制作で後楽園球場の読売ジャイアンツ（巨人）戦のトップ&リレー中継を開始。

そして1979年のテレビ埼玉開局と同時に西武ライオンズ戦（西武ライオンズ球場、現・メットライフドーム）、日本ハムファイターズ（後楽園・東京ドーム　1988年以後はテレビ埼玉で中継されない試合の一部が東京ケーブルネットワーク制作・千葉テレビ発で放映された事例あり）のネットも開始される。1988年、東京ドーム開場とともに、日テレ制作の巨人戦中継の番組名を『ビッグエッグナイター』となり、同時に延長時のリレー中継が廃止に。そして1992年に千葉ロッテマリーンズ移転に伴い中継を地元密着型にするとともに番組名も『CTCダイナミックスポーツ』に改称。2001年、現在の『マリーンズナイター』へと至る。
番組テーマ曲は「スパーツ将軍」（陸上自衛隊中央音楽隊演奏）で、中央競馬関連を除くほとんどのCTC製作スポーツ中継（実例：夏の高校野球千葉大会）でも採用されていた。
また1980年代には、水島新司の劇画「野球狂の詩」とコラボレーションした番組宣伝用ポスターが発行されていた

## 放送概要
CTCダイナミックナイター 一般カード
- 試合開催日の火曜、水曜、木曜、金曜、土曜日の18:15-21:30（試合終了まで→最大延長21:55→21:30打ち切り）
- 巨人戦放送の場合、19:00-21:30（試合終了まで→最大延長21:55→21:30打ち切り）
- 水曜日はCTCの看板番組である『カラオケ大賞』放送のため野球の放送ができなかったが、のちに水曜日も放送可能となる（→のちに金曜日に移動。なお、現在『カラオケ大賞21』は月曜日に放送されている）。
- 金曜日は『SONY MUSIC TV』（TVK制作、23:30-26:50（→25:30））を放送する関係で、試合が延長していても22:00までに中継を打ち切っていた。

巨人戦トップ&リレーナイター／ビッグエッグナイター（現在は放送なし）
- 後楽園球場（→東京ドーム）の巨人戦ナイター開催日の18:15-19:00、20:52または21:22-21:55（日テレの放送終了時間（延長オプションを行使するかどうか）によって異なる）。
- 1987年よりリレーナイター廃止。
- なお、スコアテロップは日テレ出しではなく、自社またはテレビ神奈川出しだった。

## 放送していたカード
- ロッテオリオンズ戦（東京スタジアム時代は自主制作。仙台時代は不明だが、千葉県野球場でのオープン戦は引き続き自主制作。1973年に実施された西京極球場開催分は近畿放送（現・KBS京都）。川崎時代はTVK・テレビ埼玉）
- 大洋ホエールズ→横浜大洋ホエールズ→横浜ベイスターズ戦（川崎球場→横浜スタジアム、TVK）
- 西武ライオンズ戦（西武ライオンズ球場、テレビ埼玉・TBSビジョン→テレビ埼玉・テレテック）
- 日本ハムファイターズ戦（後楽園球場→東京ドーム。テレビ埼玉・TCN、試合によってはテレビ埼玉で放映しないカードがあったので、その場合TCN制作・千葉テレビ発のものあり）
- 関西テレビ制作『パ・リーグアワー』（阪急ブレーブス・南海ホークス・近鉄バファローズ主催デーゲームの、フジテレビへのネットがないカードの一部）
- 中日ドラゴンズ戦（ナゴヤ球場。三重テレビ。ただし制作は東海テレビ）
- ヤクルトスワローズ戦（神宮球場、千葉マリンスタジアム開催を含む。TVK。但し対阪神戦の一部はサンテレビ）
- 阪神タイガース・阪急ブレーブス→オリックス・ブレーブス→オリックス・ブルーウェーブ・福岡ダイエーホークス戦（サンテレビ。西京極球場で開催時はKBS京都制作の場合あり）
- 近鉄バファローズ・南海ホークス戦（KBS京都）
- 読売ジャイアンツ戦（トップ&リレーのみ）（日テレ制作）

## 出演者

### 開局当初のロッテ戦中継
東京スタジアムでの公式戦および同球場撤退後の千葉県野球場でのオープン戦中継。

#### 解説者
- 宇野光雄
- 林義一
- 児玉利一
- 山根俊英
- 三浦方義

#### 実況
- 藤巻久也（当時CTC社員アナウンサー）
- 新納泰一（同上）

### 1988年から90年代にかけての日本ハム戦中継
『TVSヒットナイター』での日本ハム戦（テレビ埼玉制作）とほぼ同じ布陣であった。また、字幕（スコアカウンター・個人成績など）は、1993年ごろまではTVSとは異なる仕様だったが、1994年以後はTVS・CS放送（GAORA・スポーツ・アイESPN他）と同じ仕様に統一された。

#### 解説者
- 三浦政基
- 宇田東植
- 小川邦和（文化放送解説者兼務）

#### 実況
- 川原恵輔（元NHKアナウンサー）
- 矢野吉彦（文化放送アナウンサー、当時）
- 松岡俊道
- 大野勢太郎（文化放送アナウンサー、当時）